# Cindy Burbridge
Cindy Burbridge , pseudonyme de Cynthia Carmen Burbridge (thaï : ซินเธีย คาร์เมน เบอร์บริดจ์) épouse Bishop (thaï : ซินดี บิชอพ), le 30 décembre 1978 à Pattaya en Thaïlande, est un mannequin, actrice, animatrice de télévision et gérante de restaurant thaïlandaise.
Elle a été élue Miss Thaïlande World 1996 (la première Miss Thaïlande aux yeux bleus) et a participé au concours de Miss Monde 1996 à Bangalore (Inde).

## Biographie

### Vie personnelle
Cindy Burbridge est la fille d'un père américain, William Burbridge et d'une mère thaï-indienne-britannique, Patricia.
Très jeune, elle a été initiée à la plongée sous-marine par son père, qui possédait un magasin d'équipement de plongée.
Elle a étudié les relations publiques à l'université de Bangkok.
Elle a ouvert un restaurant japonais à Bangkok avec son ami de longue date, l'acteur et mannequin nippo-américain Byron Bishop. Ils se sont mariés en juillet 2005.
Elle donne naissance à une fille prénommée Leila Carmen Bishop (née le 28 décembre 2009) et à un garçon prénommé Aiden William Bishop (né le 10 septembre 2012).
Bilingue, elle parle couramment le Thaï, outre sa langue maternelle et l'Anglais.

### Carrière
En 1996, elle remporte le concours de Miss Thaïlande World et représente son pays au concours de Miss Monde 1996 à Bangalore en Inde.
Elle devient ensuite modèle pour des marques comme Chanel, Celine, Gucci, Nescafé, etc.
Elle participe à des séries TV, avant de tourner en 2003 son premier film A House of Mad Souls avec son mari. En 2005, elle interprète le rôle de Maria dans The King Maker aux côtés de Gary Stretch et John Rhys-Davies.

## Filmographie

### Cinéma
- 2003 : A House of Mad Souls
- 2005 : The King Maker : Maria
- 2016 : Je ne vois que toi : Anna
- 2021 : Kate (film) : La mère
- 2022 : Karmalink : Dr Sophia

### Télévision
- 2005 : Kularb see dum (กุหลาบสีดำ) : Cindy
- 2005 : Nautical Angels
- 2018 : Likit Ruk (ลิขิตรัก) The Crown Princess
- 2021 : F4 Thaïland: Boys Over Flowers (หัวใจรักสี่ดวงดาว) : Rosalyn
- 2024 : Don't go home (อย่ากลับบ้าน) : Panida, la mère de Varee[3]

## Animation
- Depuis 2005 : Britain & Ireland's Next Top Model (en) : Animatrice
- Depuis 2012 : Asia's Next Top Model (en) : Animatrice